# Xã Belmont, Quận Jackson, Minnesota
Xã Belmont (tiếng Anh: Belmont Township) là một xã thuộc quận Jackson, tiểu bang Minnesota, Hoa Kỳ. Năm 2010, dân số của xã này là 218 người.